# Platzierungszeitraum
Ein Platzierungszeitraum (oder Platzierungsdauer) ist im Finanzwesen derjenige Zeitraum, in welchem ein geschlossener Investmentfonds auf dem Primärmarkt an Anleger durch Zeichnung verkauft wird.

## Allgemeines
Der Platzierungszeitraum kann je nach Investmentfonds sehr unterschiedlich ausfallen. Einerseits spielt das Marktpotenzial eine wichtige Rolle, also die Anlagebereitschaft der Anleger, ein bestimmtes Anlagevolumen zu erwerben. Andererseits ist die Anlageklasse, der ein Investmentfonds angehört, von Bedeutung. Für offene Investmentfonds gibt es keinen Platzierungszeitraum, so dass dessen Investmentzertifikate zeitlich unbegrenzt erworben werden können.

## Zeitraum
Der Platzierungszeitraum für das Fundraising beginnt mit dem Tag des Vertriebs der Zertifikate und endet mit dem letzten, im Wertpapierprospekt angegebenen Vertriebsdatum (englisch final closing). Dem Vertriebsstart muss eine Genehmigung des Wertpapierprospektes durch die Bundesanstalt für Finanzdienstleistungsaufsicht und die Schaltung der erforderlichen Zeitungsanzeige vorausgehen. Der Fonds kann auch vorher geschlossen werden, wenn das geplante Fondsvermögen bereits vor dem „final closing“ erreicht wird. Dies ist der Zeitpunkt, ab dem keine weiteren Anleger mehr akzeptiert werden.
Es besteht keine Rücknahmepflicht von Zertifikaten durch die Investmentgesellschaft, weswegen auch kein Rücknahmepreis angegeben wird. Da kein funktionsfähiger Sekundärmarkt existiert, ist ein Verkauf der Investmentzertifikate geschlossener Fonds nur schwer möglich. Es handelt sich um eine Ausschlussfrist, nach deren Ablauf ein Erwerb zu den Bedingungen des Wertpapierprospektes nicht mehr möglich ist.
Der Platzierungszeitraum beträgt mindestens ein Jahr und kann bei Private-Equity-Fonds bis zu drei Jahren dauern. Die sich an den Platzierungszeitraum anschließende Betriebsphase für die vom Fonds finanzierten Gegenstände (Immobilien in Immobilienfonds, Schiffe in Schiffsfonds) kann bis zu etwa 30 Jahren betragen.

## Wirtschaftliche Aspekte
Ob es sich um offene oder geschlossene Investmentfonds handelt, hängt meist von den im Fondsvermögen verwalteten Handelsobjekten ab. Langlebige Investitionsgüter wie Immobilien oder Schiffe sind als Realgüter im Regelfall für geschlossene Fonds vorgesehen, kurz- bis mittelfristige Finanzierungstitel (Nominalgüter) wie Aktien oder Anleihen eignen sich eher für offene Fonds.
Langlebige Investitionsgüter können Wertschwankungen unterliegen. Die geringe Marktliquidität und vorhandene hohe Marktenge geschlossener Fonds sind weitere Faktoren, die das Marktrisiko und damit das Finanzrisiko für Anleger stark erhöhen. Es ist mit einem Totalausfall der Geldanlage zu rechnen, weswegen geschlossene Fonds zur schlechtesten Anlageklasse gehören. Dementsprechend sollten nur risikofreudige Anleger (siehe Risikoklasse) in geschlossene Fonds investieren.